# Ниска околоземна орбита
Ниска околоземна орбита е орбита на изкуствен спътник около Земята, която попада между границите на атмосферата и радиационните пояси. Границите на ниската земна орбита не са твърдо определени, но обикновено се приема, че орбита с височина от 200 до 1200 km е ниска околоземна орбита.
Често е наричана базова орбита, защото спътниците с по-висока орбита почти винаги се извеждат в ниска орбита от ракетата носител при изстрелването си и използват своите ракетни двигатели, за да достигнат целевата си орбита. Понякога в български документи може да се срещне като ниска земна орбита, което е неточен превод на английския термин Low Earth orbit (в английския език не се прави разлика в прилагателното между орбитата на Земята около Слънцето и на орбитите на обекти около Земята).

## Приложение
Спътниците, които се движат в ниска орбита, са подходящи за 
наблюдаване на земната повърхност. Освен това тези сателити могат да използват по-слаби сигнали, за да комуникират със Земята и закъснението на сигнала е по-малко, отколкото при сателитите, намиращи се в по-висока орбита. Недостатък на ниската орбита е сравнително високата радиална скорост на преминаване на спътника през небесната полусфера, което налага да се използват ненасочени антени и множество наземни следящи станции, за да бъде осигурена постоянна връзка.